# Deutsches Raumfahrt-Kontrollzentrum

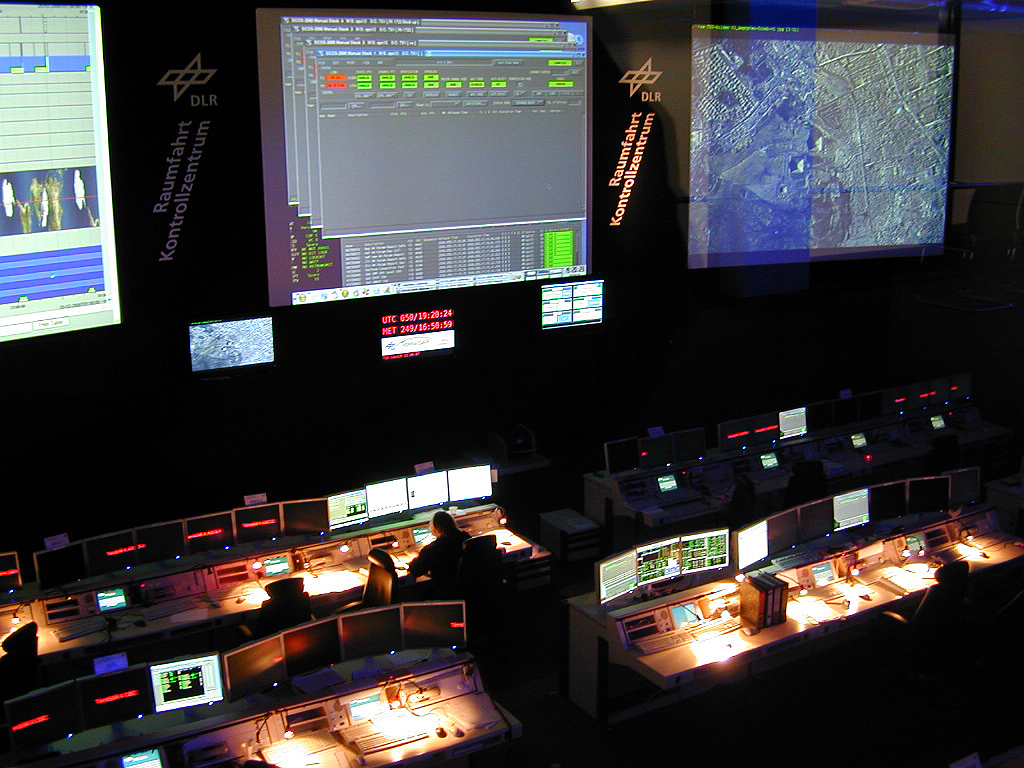
Blick in das Deutsche Raumfahrt-Kontrollzentrum in Oberpfaffenhofen bei München

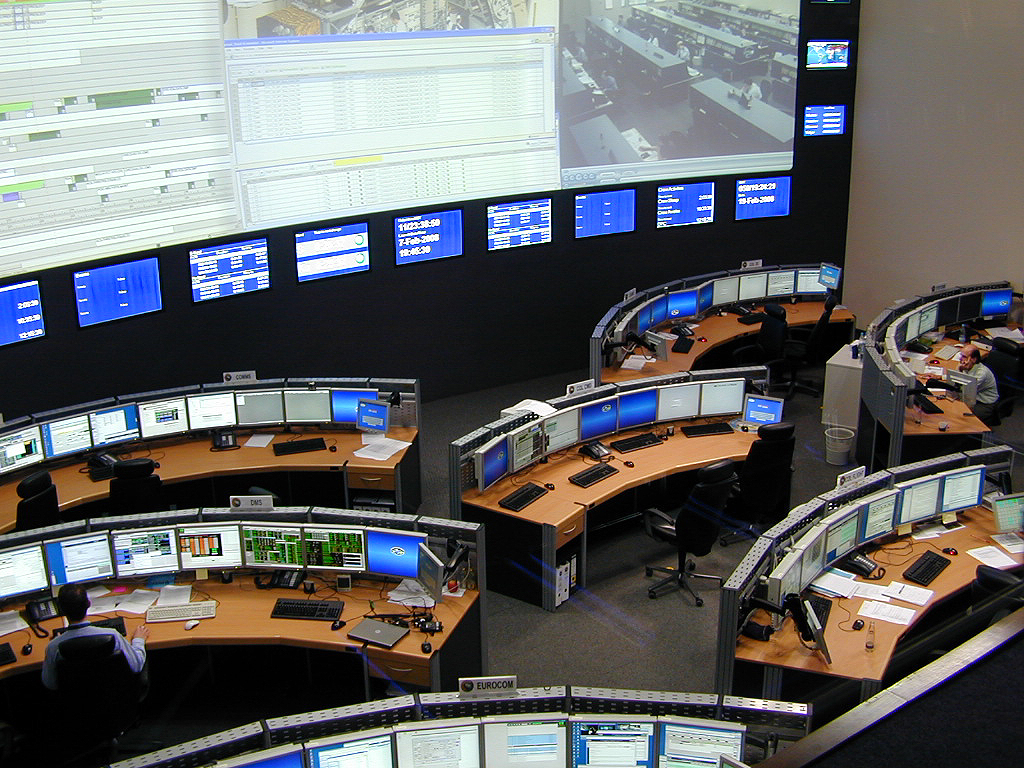
Missionskontrollräume des Columbus Kontrollzentrums, Oberpfaffenhofen

Das Deutsche Raumfahrt-Kontrollzentrum (German Space Operations Center, GSOC) ist das Mission Control Center des Deutschen Zentrums für Luft- und Raumfahrt (DLR) in Oberpfaffenhofen bei München.

## Aufgaben
Das GSOC nimmt in der nationalen und internationalen Raumfahrt die folgenden Aufgaben wahr:
- Betrieb wissenschaftlicher Satelliten
- Betrieb kommerzieller Satelliten
- Bemannte Raumfahrt
- Ausbau und Betrieb der Kommunikationsinfrastruktur
- Forschung und Entwicklung neuer Technologien im Bereich des Raumflugbetriebs

Die Arbeit des GSOC gliedert sich in zwei Phasen, in denen unterschiedliche Aufgaben bewältigt werden:
Vorbereitungsphase
- Missionsanalyse
- Tests (Soft- und Hardware zusammen mit Satelliten und Simulator)
- Entwicklung des Bodenstationskonzepts

Missionsbetrieb (LEOP, Commissioning Phase, Routinebetriebsphase, Außerbetriebnahme)
- Missionsplanung (Erstellung von Ablaufplänen in regelmäßigen Intervallen, je nach Mission)
- Flugbetrieb (Kommandierung des Satelliten, Überwachung des Zustandes des Satelliten, Bahnkorrektur, Vermeidung von Kollisionen im Orbit)
- Datenempfang und Bereitstellung für die Nutzergemeinschaft

## Ausstattung

### Kontrollräume
Zurzeit (2019) sind mindestens acht Kontrollräume in Betrieb:
- K1: Größter Kontrollraum des Satelliten-Kontrollzentrums; wird vor allem für LEOP-Betrieb (Launch and Early Orbit Phase) genutzt. Seit Anfang 2009 war der K1 für die LEOP der SATCOMBw-Mission konfiguriert. Im Dezember 2009 wurde der Raum komplett neu eingerichtet. Damit ist die Kontrollraummodernisierung für die vier großen Kontrollräume abgeschlossen. 2012 wurde hier die LEOP von TET-1 durchgeführt, 2018 die LEOP von EuCROPIS.
- K2/K2a: Hier werden Missionen im Multimissionsbetrieb (GRACE-FO, TerraSAR-X, …) begleitet bzw. geleitet, so z. B. wissenschaftliche Missionen, die durch das GSOC im durchgehenden Betrieb kontrolliert werden.
- K3–K4: Columbus Missionskontrollräume des Columbus Kontrollzentrums
- K5–K6: Hier wurden vor allem Missionen im Multimissionsbetrieb (BIRD, GRACE, TerraSAR-X) begleitet bzw. geleitet, so z. B. wissenschaftliche Missionen, die durch das GSOC im durchgehenden Betrieb kontrolliert werden.
- K7-K8: Sind die Kontrollräume für die kommerzielle Mission SATCOMBw, welche zwei geostationäre Kommunikationssatelliten im Regelflugbetrieb betreibt
- K10: Steuer- und Kontrollraum für den European Proximity Operations Simulator (EPOS)
- K11: Columbus Backup-Missionskontrollraum

### Bodenstation
- Bodenstation Weilheim in Weilheim in Oberbayern;
- Bodenstation Neustrelitz in Neustrelitz;
- Bodenstation GARS-O’Higgins am Kap Legoupil;
- Inuvik Satellite Station in Inuvik;
- Optische Bodenstation Oberpfaffenhofen OGSOP mit einem 80-cm-Teleskop[1]

## Geschichte

### Anfänge
Nachdem die Bundesrepublik Deutschland in den 1960er Jahren beschlossen hatte,
ein nationales Raumfahrtprogramm aufzulegen und sich in internationale Raumfahrtprojekte einzubringen, wurde der Gedanke an ein eigenes Raumfahrtkontrollzentrum konkret. 1967 legte der damalige Bundesfinanzminister Franz Josef Strauß den Grundstein für den ersten Gebäudekomplex, welcher auch wenig später eröffnet wurde.

### Schwerpunkt bemannte Raumfahrt (1985–1995)
Bis 1985 konzentrierte sich der Standort Oberpfaffenhofen der damaligen Deutschen Forschungs- und Versuchsanstalt für Luft- und Raumfahrt (DFVLR) immer mehr auf Raumfahrt. Dabei erhielt die bemannte Raumfahrt ein besonderes Augenmerk.
In der Tat begleitete dann das GSOC zwei bemannte Missionen: Während der Mission D-1/STS-61-A 1985 übernahm das GSOC die (Nutzlast-)Kontrolle über das Spacelab, während die Flugkontrolle weiterhin vom Lyndon B. Johnson Space Center der NASA übernommen wurde. Zum ersten Mal wurde die Nutzlastkontrolle [Payload Operation Control Centre (POCC)] einer US-amerikanischen Raumfahrtmission außerhalb der NASA-Zentren geleitet. Dieses bedeutet auch, dass erstmals ein Bemannter Raumflug (teilweise) von Außerhalb der USA oder der Sowjetunion überwacht wurde. Während dieser Mission verkündete der damalige Bayerische Ministerpräsident Franz Josef Strauß am 5. November 1985 ein umfangreiches Investitionsprogramm, mit dem die Rolle Oberpfaffenhofens in der europäischen Raumfahrt gesteigert werden sollte.
Doch der Fehlstart einer Ariane 3 1985 sowie die Challenger-Katastrophe 1986 bremste die Entwicklung des Standortes Oberpfaffenhofen und damit die des GSOC spürbar. Trotzdem erhielt das GSOC durch das Investitionsprogramm auch einen Neubau (heute „Gebäude 140“), dessen Grundsteinlegung am 4. April 1989 erfolgte.
Mit der Mission D-2/STS-55 begleitete das GSOC 1993 den gesamten Betrieb und hatte die volle Nutzlastkontrolle über das Spacelab. Somit gab es zum ersten Mal einen ungefilterten Zugang zu allen Daten.

### Umorientierung (seit 1995)
Nicht nur die Challenger-Katastrophe bremste die Entwicklung des GSOC. Die permanent schwieriger werdende Haushaltslage, die sich durch die Deutsche Wiedervereinigung noch erheblich verschärfte, ließ nationale Raumfahrtambitionen schwinden. Die Mission EUROMIR 95 (Sojus TM-22) war die letzte nationale Mission, wobei die Nutzlastkontrolle bereits im Auftrag der Europäischen Weltraumorganisation erfolgte.
2003 erhielt das DLR von der ESA den Zuschlag zum Bau und für die Kontrolle des Columbus-Moduls als europäischer Beitrag für die Internationale Raumstation. Hierfür wurde ein eigenes Columbus-Kontrollzentrum eingerichtet, das seit 2005 betriebsbereit ist.
Auf dem DLR-Gelände ist auch eines der beiden Galileo-Kontrollzentren (Galileo Control Center, GCC) für das europäische Galileo-Satellitennavigationssystem und wird dort von der DLR Gesellschaft für Raumfahrtanwendungen mbH – einer kommerziellen Tochtergesellschaft des DLR e. V. – betrieben. Der Dauerbetrieb wird zusammen mit dem anderen Galileo-Kontrollzentrum, das im italienischen Fucino angesiedelt wird, überwacht. Als erstes wurde gemeinsam mit Italien der Betrieb des Galileo-Testsatelliten GIOVE-A (Galileo In-Orbit Validation Element) vorbereitet. Der Grundstein für das neue GCC-Gebäude auf dem DLR-Gelände in Oberpfaffenhofen wurde am 7. November 2006 gelegt und der Bau im September 2009 für die Konfiguration der Betriebseinrichtungen dem DLR übergeben.

## Vom GSOC begleitete oder verantwortete Missionen

### Bemannte Missionen
| Mission                               | Jahr | Aufgaben / Anmerkungen |
| ------------------------------------- | ---- | --- |
| First Spacelab Payload (FSLP)         | 1983 | Remote Nutzerzentrum für die europäischen Materialexperimentatoren |
| D-1 (STS 61-A)                        | 1985 | Nutzlastkontrolle / Payload Operation Control Centre (POCC) |
| MIR 92                                | 1992 | unterstützende Betriebsaufgaben; deutscher Kosmonaut Klaus-Dietrich Flade |
| D-2 (STS-55)                          | 1993 | Nutzlastkontrolle / Payload Operation Control Centre (POCC) |
| X-SAR 1                               | 1994 | unterstützende Betriebsaufgaben während zwei Shuttle Missionen (STS-59, STS-68)                                                                                                 |
| EUROMIR 95 (Sojus TM-2)               | 1995 | unterstützende Betriebsaufgaben; deutscher Kosmonaut Thomas Reiter |
| MIR 97                                | 1997 | unterstützende Betriebsaufgaben; deutscher Kosmonaut Reinhold Ewald |
| X-SAR / SRTM                          | 2000 | unterstützende Betriebsaufgaben; deutscher Astronaut Gerhard Thiele |
| ISS-Eneide (Sojus TMA-6, Sojus TMA-5) | 2005 | unterstützende Betriebsaufgaben; europäischer Astronaut Roberto Vittori; erster operationeller Einsatz des Columbus Kontrollzentrums                                            |
| Astrolab (ISS) (STS-121 / STS-116)    | 2006 | unterstützende Betriebsaufgaben; europäischer Astronaut Thomas Reiter; erste Langzeitmission im Columbus Kontrollzentrum                                                        |
| ISS-Columbus (STS-122)                | 2008 | Missionskontrolle, Betrieb des europäischen ISS-Kommunikationsnetzwerks, Unterstützung der europäischen Astronauten und anderer ISS-Astronauten, die im Columbus-Modul arbeiten |

### Wissenschaftliche Missionen
| Mission    | Jahr      | Aufgaben / Anmerkungen |
| ---------- | --------- | --- |
| AZUR       | 1969–1970 | Missionsbetrieb, Netzwerkbetrieb |
| AEROS 1    | 1972–1973 | Missionsbetrieb, Steuerung, Überwachung |
| AEROS 2    | 1974–1975 | Missionsbetrieb, Steuerung, Überwachung |
| HELIOS 1   | 1974–1986 | Missionsbetrieb, Steuerung, Überwachung |
| HELIOS 2   | 1976–1981 | Missionsbetrieb, Steuerung, Überwachung |
| AMPTE      | 1984–1986 | LEOP / Missionsbetrieb, Empfang, Verarbeitung und Archivierung der von GSOC empfangenen Daten |
| GALILEO    | 1989–2003 | Missionsunterstützung bei der Vorbereitung und beim Betrieb für die „Attitude and trajectory correction“-Manöver; Analyse und Leistungsüberwachung des Retro-Propulsion Modules beim Jet Propulsion Laboratory (JPL) in Pasadena. |
| ROSAT      | 1990–1999 | LEOP / Missionsbetrieb, Empfang, Verarbeitung und Archivierung der von der GSOC Bodenstation Weilheim empfangenen Daten |
| EQUATOR-S  | 1997–1998 | Missionsbetrieb |
| MOMS-2P    | 1997–1998 | Nutzlastkontrolle / Payload Operation Control Centre (POCC) |
| CHAMP      | 2000–2010 | LEOP / Missionsbetrieb |
| BIRD       | 2001–2006 | LEOP / Missionsbetrieb |
| GRACE      | 2002–2018 | LEOP / Missionsbetrieb für beide GRACE Satelliten |
| TerraSAR-X | seit 2007 | LEOP / Missionsbetrieb Anm: TerraSAR-X und TanDEM-X sind zu 50 % auch kommerzielle Missionen in einer Public-Private-Partnership (PPP) mit der Firma Infoterra                                                                    |
| TanDEM-X   | seit 2010 | LEOP / Missionsbetrieb Anm: TerraSAR-X und TanDEM-X sind zu 50 % auch kommerzielle Missionen in einer Public-Private-Partnership (PPP) mit der Firma Infoterra                                                                    |
| TET-1      | seit 2012 | LEOP / Missionsbetrieb |
| BIROS      | seit 2016 | LEOP / Missionsbetrieb |
| PAZ        | 2018      | LEOP |
| GRACE-FO   | seit 2018 | LEOP / Missionsbetrieb, Nachfolgemission von GRACE |
| EuCROPIS   | seit 2018 | LEOP / Missionsbetrieb |
| CubeL      | seit 2021 | LEOP / Missionsbetrieb |
| EnMAP      | seit 2022 | LEOP / Missionsbetrieb |

### Kommerzielle Missionen
| Mission                   | Jahr      | Aufgaben / Anmerkungen |
| ------------------------- | --------- | --- |
| SYMPHONIE A               | 1974–1984 | Missionsbetrieb (abwechselnd mit dem französischen Kontrollzentrum) |
| SYMPHONIE B               | 1975–1984 | Missionsbetrieb (abwechselnd mit dem französischen Kontrollzentrum) |
| TV-Sat 1                  | 1987–1989 | Positionierung des Fernsehsatelliten, und Fehlersuche bei dem nicht entfaltbaren Solarpanel, sowie weitere Tests um den Erfolg der TV-SAT 2 Mission sicherzustellen; danach Verbringung des Satelliten in den Friedhofsorbit |
| TV-Sat 2                  | 1989–1990 | Positionierung des Fernsehsatelliten, 1990 Übergabe an die Deutsche Bundespost Telekom |
| DFS-Kopernikus 1          | 1989–1990 | Positionierung des Kommunikationssatelliten, 1990 Übergabe an die Deutsche Bundespost Telekom |
| DFS-Kopernikus 2          | 1990–1991 | Positionierung des Kommunikationssatelliten, 1991 Übergabe an die Deutsche Bundespost Telekom |
| DFS-Kopernikus 3          | 1992      | Positionierung des Kommunikationssatelliten, 1992 Übergabe an die Deutsche Bundespost Telekom |
| Eutelsat II-F1            | 1990      | Positionierung des Kommunikationssatelliten, 1990, 17 Tage nach Start, Übergabe an das EUTELSAT Satellite Control Centre Paris                                                                                               |
| Eutelsat II-F2            | 1991      | Positionierung des Kommunikationssatelliten, 1991, Übergabe an das EUTELSAT Satellite Control Centre Paris |
| Eutelsat II-F3            | 1991      | Positionierung des Kommunikationssatelliten, 1991, zwei Wochen nach Start, Übergabe an das EUTELSAT Satellite Control Centre Paris                                                                                           |
| Eutelsat II-F4            | 1992      | Positionierung des Kommunikationssatelliten, 1992, 11 Tage nach Start, Übergabe an das EUTELSAT Satellite Control Centre Paris                                                                                               |
| Hot Bird 1                | 1995      | Positionierung des Kommunikationssatelliten, 1995, 10 Tage nach Start, Übergabe an das EUTELSAT Satellite Control Centre Paris                                                                                               |
| Eutelsat W2               | 1998      | Positionierung des Kommunikationssatelliten, 19. Oktober 1998, 14 Tage nach Start, Übergabe an das EUTELSAT Satellite Control Centre Paris                                                                                   |
| Eutelsat W3               | 1999      | Positionierung des Kommunikationssatelliten, 27. April 1999, 15 Tage nach Start, Übergabe an das EUTELSAT Satellite Control Centre Paris; Hot Standby" Phase bis 27. Mai 1999                                                |
| Eutelsat W4               | 2000      | Positionierung des Kommunikationssatelliten, 9. Juni 2000, 15 Tage nach Start, Übergabe an das EUTELSAT Satellite Control Centre Paris; Hot Standby" Phase A bis 9. Juli 2000                                                |
| Eutelsat W1R / EuroBird 1 | 2001      | Positionierung des Kommunikationssatelliten, 2001, 10 Tage nach Start, Übergabe an das EUTELSAT Satellite Control Centre Paris                                                                                               |
| Eutelsat Hot Bird 6       | 2002      | Positionierung des Kommunikationssatelliten, 2002 Übergabe an das EUTELSAT Satellite Control Centre Paris |
| Eutelsat W5               | 2002      | Positionierung des Kommunikationssatelliten, 2002 Übergabe an das EUTELSAT Satellite Control Centre Paris |
| SAR-Lupe 1-5              | 2006–2008 | LEOP der 5 SAR-Lupe Satelliten, Übergabe jeweils wenige Wochen nach Start an das SAR-Lupe Kontrollzentrum der Bundeswehr |
| GIOVE-B                   | 2008      | Missionsbetrieb gemeinsam mit dem italienischen Galileo Control Center in Fucino |
| SATCOMBw                  | seit 2009 | LEOP / Missionsbetrieb von zwei Kommunikationssatelliten der Bundeswehr |
| EDRS-A                    | seit 2015 | In-Orbit Test und Routinebetrieb der EDRS-A Nutzlast an Bord des Eutelsat 9B |
| EDRS-C                    | seit 2019 | LEOP und Routinebetrieb des EDRS-C Satellites |